# 永和乡 (海伦市)
永和乡，是中华人民共和国黑龙江省绥化市海伦市下辖的一个乡镇级行政单位。

## 行政区划
永和乡下辖以下地区：
海旺村、经建村、均乐村、仁义村、吉祥村、荣兴村、利祥村、供销村、利兴村、忠厚村、永和村和保田村。